# Целитель (Сумеречная зона)
«Целитель» (англ. Healer) — это первый сегмент третьей серии первого сезона первого возрождения американского телесериала «Сумеречная зона».

## Пролог
Эх, Джеки, Джеки, какой же ты человек? Лазаешь по крышам, по чужим окнам, мелкий воришка с мечтой о богатстве и ветром в пустых карманах. Не трогай это окно, Джеки, не открывай его. Войти туда просто, а выйти куда сложнее. Ты хочешь чем-то поживится, но ведь там… Сумеречная зона.
Оригинальный текст (англ.)Ah, Jackie, Jackie. You’re a small-timer, a roof-crawler, a poke pincher, a nickel-and-dime grifter with salt in your dreams and ashes in your pockets. Don’t cut that wire, Jackie. Don’t open that window. You won’t be able to jimmy yourself out as easily as you got in. That’s not the big score in there… it’s the Twilight Zone.

## Сюжет
Форточник Джеки Томпсон врывается в музей поздно ночью и крадёт редкий камень с витрины. Он включает сигнализацию и получает пулю от охранника, но камень исцеляет его. Вернувшись в свою квартиру, Джеки начинает изучать камень, но слышит шум в коридоре. Он обнаруживает, что его сосед и друг Гарри подвергся сердечному приступу. Один из соседей пытается сделать СЛР Гарри, но безрезультатно. Быстро приняв решение, Джеки подбегает к Гарри и, схватив камень, прикасается к его груди, прося исцеления. Вскоре Гарри приходит в себя и разговаривает.
Гарри рассказывает Джеки все, что он видел, пока был без сознания. Он рассказывает о плавании над соседями и Джеки и что, когда он вылечил его, казалось, он рванул его обратно в тело. Гарри говорит Джеки, что они могли бы заработать состояние с такой силой. Джеки вскоре становится «братом Джоном» и лечит других на телевидении. Гарри, который заинтересован только в деньгах, выступает в качестве бизнес-менеджера, но Джеки по-настоящему чувствует себя альтруистом и любит помогать другим. Коренной американец, Дуэнде, появляется и говорит, что его люди одолжили камень для музея, и предупреждает, что Джеки идёт по неверному пути; Джеки склонен вернуть камень, но Гарри издевается.
Проживая в роскошном доме и имея больше денег, чем ему нужно, Джеки действительно хочет вернуть камень, но Гарри продолжает убеждать его в обратном. Поступает звонок, и мужчина по имени Джозеф Рубелло, наркобарон из прошлого Джеки, просит исцелить его рак в терминальной стадии. Так как Рубелло относился к нему ужасно в прошлом, Джеки требует два миллиона долларов, чтобы исцелить его. Рубелло соглашается, но камень больше не работает. Позже, на телевидении, Гарри тянет мальчик, который был глухим от рождения и ждёт своей очереди на исцеление Джеки. Тот терпит неудачу, его старая огнестрельная рана открыта и обильно кровоточит. Дуэнде снова появляется и объясняет, что камень работает только при использовании бескорыстно. Гарри отказывается помочь Джеки, планируя забрать все деньги себе. Глухой мальчик следует за Джеки, берёт в руки камень и исцеляет его. Джеки, в свою очередь, исцеляет мальчика и отдаёт камень Дуэнде, чтобы тот смог вернуться к своему народу. Дуэнде отводит мальчика к его матери. Джеки улыбается, зная, что он поступил правильно…

## Эпилог
Теперь он Джон, он больше уже не Джеки. Пускай и не брат Джон, заступник всех людей, но зато он способен сострадать ближнему своему, ибо весь секрет в сострадании. Мы все со временем это поймём. Без доброго сердца и чудо не исцеляет. Даже… в Сумеречной зоне.
Оригинальный текст (англ.)Now he is John, no longer Jackie. Perhaps not Brother John, brother to all men, but at least fit to walk among men who care. Because caring is part of the secret, the secret we all learn. That the heart cannot heal what the eye cannot see. Not even… in the Twilight Zone.

## В ролях
| Актёр            | Роль           |
| ---------------- | -------------- |
| Эрик Богосян     | Джеки Томпсон  |
| Винсент Гардения | Гарри          |
| Хоакин Мартинес  | Дуэнде         |
| Роберт Костанцо  | Джозеф Рубелло |
| Адам Феррис      | глухой мальчик |
| Чарльз Эйдман    | диктор         |

## Интересные факты
- В Южно-Американском фольклоре Дуэнде (часто переводится как эльф) — фее- или гоблиноподобное существо, имеющее магические силы. Это вероятное объяснение названия загадочного персонажа — коренного американца, который появляется в этой серии.